# Archidiecezja Monterrey
Archidiecezja Monterrey (łac. Archidioecesis Monterreyensis) – archidiecezja Kościoła rzymskokatolickiego w Meksyku.

## Historia
15 grudnia 1777 papież Pius VI bullą Relata semper erygował diecezję Linares. Dotychczas wierni z tym terenów należeli do diecezji Michoacán.
W 1839 diecezja utraciła część swego terytorium na rzecz prefektury apostolskiej Texasu.
23 czerwca 1891 decyzją papieża Leona XIII diecezja została podniesiona do rangi archidiecezji metropolitalnej.
9 czerwca 1922 archidiecezja zmieniła nazwę na Monterrey.
Z terenów diecezji w kolejnych latach utworzono diecezje: Tamaulipas (1861), Zamora (1863), Linares (1962), Nuevo Laredo (1989).

## Ordynariusze

### Biskupi Linares
- Juan Antonio de Jesús Sacedón Sánchez OFM, 1778–1779
- Rafael José Verger y Suau OFM, 1782–1790
- Andrés Ambrosio de Llanos y Valdés OFM, 1791–1799
- Primo Feliciano Marín y Porras OFM, 1801–1815
- José Ignacio de Arancibia y Hormaguei OFM, 1817–1821
- José María de Jesús Belaunzarán y Ureña OFM, 1831–1839
- Salvador de Apodaca y Loreto, 1842–1844
- Francisco de Paula Verea y González, 1853–1879
- Jose Maria Ignacio Montes de Oca y Obregón, 1879–1884
- Blasius Enciso OSA, 1884–1885
- Jacinto López y Romo, 1886–1891

### Arcybiskupi Linres
- Jacinto López y Romo, 1891–1899
- Santiago de los Santos Garza Zambrano, 1900–1907
- Leopoldo Ruiz y Flóres, 1907–1911
- Francisco Plancarte y Navarrette, 1911–1920
- José Juan de Jésus Herrera y Piña, 1921–1922

### Arcybiskupi Monterrey
- José Juan de Jésus Herrera y Piña, 1922–1927
- José Guadalupe Ortíz y López, 1929–1940
- Guillermo Tritschler y Córdoba, 1941–1952
- Alfonso Espino y Silva, 1952–1976
- José de Jesús Tirado Pedraza, 1976–1983
- Adolfo Antonio Kardynał Suárez Rivera, 1983–2003
- Francisco Kardynał Robles Ortega, 2003–2011,
  - Jorge Alberto Cavazos Arizpe, 2011–2012 (Administrator apostolski)
- Rogelio Cabrera López, od 2012